# Tenedos microlaminatus
Tenedos microlaminatus är en spindelart som beskrevs av Rudy Jocqué och Léon Baert 2002. Tenedos microlaminatus ingår i släktet Tenedos och familjen Zodariidae.
Artens utbredningsområde är Peru. Inga underarter finns listade i Catalogue of Life.